# Elektronischer Personalausweis
Als elektronischer Personalausweis, auch digitaler Personalausweis, wird ein mit einem elektronischen Speichermedium, heute RFID-Chip, ergänzter Personalausweis bezeichnet.

## EU

### Rechtliches
- Verordnung (EU) 2019/1157 des Europäischen Parlaments und des Rates vom 20. Juni 2019 zur Erhöhung der Sicherheit der Personalausweise von Unionsbürgern und der Aufenthaltsdokumente, die Unionsbürgern und deren Familienangehörigen ausgestellt werden, die ihr Recht auf Freizügigkeit ausüben (Text von Bedeutung für den EWR.), PE/70/2019/REV/1, auf eur-lex.europa.eu

## Länder, Übersicht
- Deutschland → neuer (elektronischer) Personalausweis (nPA)

- Schweiz – stellt keine elektronischen Identitätskarten aus, nur der neue Schweizer Pass («Pass 10»), ist mit einem RFID-Chip ausgerüstet